# Beata jubata
Beata jubata là một loài nhện trong họ Salticidae.
Loài này thuộc chi Beata. Beata jubata được Carl Ludwig Koch miêu tả năm 1846.